# Discomouche
Albums de Maczde Carpate
À l'intérieur
(2004)
Discomouche est un album de Maczde Carpate de 2000.

## Titres
1. Discomouche
2. Sept
3. Tortue
4. Lève toi et nage
5. Ali aïa
6. Undergrouille
7. Le manque
8. Aveugle et sourd
9. À l'arrière
10. Acia
11. La danse des étiquettes